# Laura Lee (trabajadora sexual)
Laura Lee (Dublín, 25 de abril de 1973 - Kilmarnock, Escocia; 7 de febrero de 2018) fue una trabajadora sexual y activista de los derechos civiles irlandesa, que se convirtió en defensora de los derechos de las trabajadoras de la industria del sexo.

## Biografía
Natural de Dublín, se mudó a Escocia en el año 2003, donde vivió en la localidad de Kilmarnock, cerca de Glasgow. Anteriormente había comenzado su carrera en el trabajo sexual a los 19 años en un salón de masajes. Después de mudarse a Escocia, se convirtió en escort independiente y visitaba con frecuencia Dublín y Belfast para trabajar. Se graduó en Derecho en el Portobello Institute de Dublín y, en el momento de su muerte, cursaba el tercer año de estudios para obtener una licenciatura en Psicología. Tenía una hija, que estaba al tanto de su trabajo. Cuando Lee se mudó a Escocia, se instaló en Oban y trabajó en un puesto bien remunerado en un banco mientras trabajaba simultáneamente en la industria del sexo. Permaneció allí durante seis años antes de que la echaran de la ciudad, siendo su segunda profesión impopular entre la población local. Después de perder su trabajo bancario, se mudó a Kilmarnock y pasó el resto de su vida allí con sus gatos y su hija. Lee fue miembro de la junta directiva de Sex Workers Alliance of Ireland. Falleció repentinamente el 7 de febrero de 2018, a la edad de 44 años.

## Carrera
El trabajo de Lee con clientes con discapacidades se presentó en el documental Sex on Wheels, emitido en Channel 4 en 2013. También apareció en el documental de la misma cadena A Very British Brothel (2015). Ella creía que no había ninguna razón para que los gobiernos intervinieran contra las relaciones sexuales en privado entre dos adultos que consienten, agregando que "si el dinero cambia de manos, no es asunto del estado".
El 9 de enero de 2014, Lee compareció como testigo ante el Comité de Justicia de la Asamblea de Irlanda del Norte, que estaba examinando el proyecto de ley sobre trata y explotación de personas (disposiciones adicionales y apoyo a las víctimas). Esta fue la primera vez que una trabajadora sexual en activo se presentaba ante un comité gubernamental del Reino Unido. El 29 de febrero de 2016, Lee prestó declaración ante la investigación sobre prostitución del Comité de Asuntos Internos en Westminster. Como parte de su defensa contra el proyecto de ley, también coorganizó la primera protesta de trabajadoras sexuales en Irlanda del Norte, en octubre de 2014.
Tras la aprobación de la Ley de explotación y trata de personas de Irlanda del Norte en 2015, Lee inició una revisión judicial en el Tribunal Superior de Belfast con respecto a las disposiciones que penalizan la compra de sexo (entendiéndolo por servicio). Lee argumentó que convertir en delito pagar por sexo haría que el comercio sexual se hiciera más clandestino y pondría en peligro a las trabajadoras sexuales. Su impugnación se basó en la legislación de derechos humanos y manifestó su intención de llevar el caso hasta el Tribunal Europeo de Derechos Humanos. El 28 de septiembre de 2016 ganó el derecho a una revisión judicial. En el momento de la muerte de Lee, se informó que la revisión judicial estaba a pocas semanas de distancia. El 8 de marzo de 2018, debido a su muerte, se retiró formalmente la impugnación. En una declaración póstuma, el abogado de Lee, Ciaran Moynagh, la describió como "una de las defensoras de los derechos humanos más intrépidas de este país". La periodista Lyra McKee rindió homenaje a Lee y señaló que sus puntos de vista sobre la industria del sexo habían cambiado debido a la campaña de Lee.